# Ophiostigma abnorme
Ophiostigma abnorme is een slangster uit de familie Amphiuridae.
De wetenschappelijke naam van de soort werd in 1878 gepubliceerd door Theodore Lyman.